# P.O.D.
P.O.D. (skrót od ang. Payable on Death) – amerykańska grupa muzyczna wykonująca nu metal.

## Historia
Grupa P.O.D. została założona w 1992 roku w Stanach Zjednoczonych w San Diego (Kalifornia, pobliże granicy USA z Meksykiem) przez dwóch przyjaciół – perkusistę Noaha Charlesa Bernardo i gitarzystę Marcosa Curiela. Pierwszy basista Gabe odszedł ze składu w 1993 roku jeszcze przed wydaniem przez grupę pierwszego albumu, a jego miejsce zajął Traa Daniels.
Dzielnica Southtown, w której mieszkali Paul Joshua „Sonny” Sandoval i Noah Wuv Bernardo, nie należała do najbezpieczniejszych. Dilerzy narkotykowi byli obecni na każdym kroku, tak samo jak mafia (ojciec Wuva był jednym z największych dilerów San Diego). Pomimo imprezowego trybu życia i ciągłego zagrożenia, Sonny i Wuv byli bardzo związani z muzyką. Ojciec Sonny’ego często organizował występy zespołów reggae w San Diego, a ojciec Wuva był szanowanym perkusistą. Ten poszedł w jego ślady, a dodatkowo interesował się surfingiem i nawet otworzył własny sklep surf & skate. Rodzice Wuva rozeszli się, przez co jego ojciec mieszkał na ulicy. Gdy wrócił, stał się bardziej religijny. Wkrótce potem „zaraził” swoją pasją całą rodzinę. Sonny tymczasem nadal cieszył się imprezowaniem. Pracował przez jakiś czas razem z Wuvem w hotelu w San Diego. Wkrótce jego matka zachorowała na białaczkę. Sonny rzucił college aby móc jej pomagać. Gdy jego matka zmarła, Sonny miał 19 lat. Na krótko przed tym wydarzeniem Marcos i Wuv poznali się. Ojciec Wuva uczył go podstawowych akordów na gitarze. Gdy odkryli podobne upodobania muzyczne, założyli zespół „Eschatos”, zawsze kończąc występy słowami „Niech Bóg Was błogosławi”. Gdy przyszło do poszukiwań wokalisty Wuv zaproponował swojego kuzyna, Sonny’ego który był w tym czasie członkiem hiphopowej grupy zwanej Unlicensed Product. Marcos bał się o Sonny’ego, gdyż ten był zawsze nieśmiały. Na pierwszym koncercie Sonny był tak sparaliżowany tremą, że czytał słowa piosenki będąc odwrócony tyłem do widowni.
Nazwa „Payable On Death” została podsunięta im przez ówczesną dziewczynę, a obecnie żonę Wuva. Pod koniec 1993 roku basista Gabe opuścił zespół, a jego miejsce zajął Traa. W 1994 roku muzycy podpisali kontrakt z wytwórnią Rescue i wydali album Snuff the Punk, na którym znalazły się punkowo-nu metalowe brzmienia. W 1996 roku zespół wydał drugi studyjny album „Brown” stylem nawiązujący do debiutu. W tym samym roku został nakręcony teledysk do utworu „Selah”. Rok później wydany został album koncertowy Payable on Death Live będący zapisem audio z koncertu zespołu na festiwalu Tomfest. Wkrótce po tym wytwórnia Essentials złożyła grupie propozycję nowego kontraktu, zespół jednak odmówił, gdyż czekał na lepszą ofertę. Okazała się nią być propozycja złożona przez Atlantic Records. Niedługo po tym w 1998 roku zespół nagrał płytę EP The Warriors.
W 1999 roku zespół wydał album The Fundamental Elements of Southtown (dosł. Fundamentalne elementy Southtown), na którym pojawiły się przeboje takie jak „Southtown” i „Rock The Party (Off The Hook)”. W 2000 roku zespół nagrał piosenkę do filmu „Mały Nicky” zatytułowaną „School Of Hard Knocks”.
11 września 2001 (w dzień ataków terrorystycznych na USA) wydany został album „Satellite”, który przysporzył zespołowi ogromną popularność i zdobył status platynowej płyty. Promujący album singel „Alive” od razu stał się przebojem, dodatkowo stanowiący otuchę o pozytywnym przesłaniu dla amerykańskiego społeczeństwa w czasie po tragedii. Teledysk nakręcony do utworu został ogłoszony teledyskiem roku przez stacje muzyczne MTV i MTV2. Następne single do utworów „Youth of the Nation”, „Boom” i „Satellite” odniosły podobny sukces. Na albumie dominują nu metalowe brzmienia, ale pojawiają się również inspiracje muzyką reggae („Ridiculous” nagrany z Eek-A-Mouse).
W roku 2002 zespół P.O.D. nagrał wraz z Carlos’em Santaną utwór „America”, który znalazł się na albumie Santany „Shaman”. W 2003 zespół opuścił gitarzysta Marcos Curiel. Zespół otrzymał wówczas propozycję nagrania soundtracku do filmu Matrix Reaktywacja. W nagraniu utworu pt. „Sleeping Awake” wziął udział wieloletni przyjaciel zespołu Jason Truby, znany jako gitarzysta zespołu Living Sacrifice. Po tym wydarzeniu na stałe dołączył do zespołu. W tym samym roku grupa nagrała album „Payable on Death”.
W 2006 roku zespół wydał album Testify. Pierwszy singel do utworu „Goodbye For Now”, nagrany razem z Katy Perry, długo utrzymywał się na pierwszych miejscach list przebojów. Pod koniec 2006 roku Marcos Curiel postanowił wrócić do zespołu, a Jason opuścić go zaznaczając, że powrót Marcosa nie ma nic wspólnego z jego decyzją.
W 2008 roku grupa wydała krążek When Angels & Serpents Dance. Na płycie dominowały lekkie ballady, ale nie brakowało też mocnych, ostrych akcentów („Addicted”, „God Forbid”). Album doczekał się dwóch singli: wspomnianego wcześniej „Addicted” i „Shine With Me”. W grudniu tego samego roku zespół wydał drugi w dyskografii album koncertowy zatytułowany Rhapsody Originals.
We wrześniu 2011 roku grupa podpisała kontrakt z wytwórnią Razor and Tie Records. 10 lipca 2012 roku ukazał się ósmy album studyjny zespołu zatytułowany Murdered Love, którego producentem był Howard Benson. Album promowały single „Beautiful”, „Lost in Forever (Scream)” i „Higher”.
21 sierpnia 2015 roku pojawił się dziewiąty już album studyjny zatytułowany The Awakening. Jak twierdzą członkowie zespołu jest to ich pierwszy koncepcyjny materiał. Album promował utwór „This Goes Out To You” który doczekał się również swojego teledysku.
W 2021 perkusista Noah Bernardo nie dokończył trasy koncertowej z zespołem. W przypadkach jego nieobecności we wcześniejsych latach miejsce obejmował tymczasowo Jonny Beats, zaś w 2022 podano do wiadomości, że perkusistą koncertowym został Alex Lopez, który występował w grupie Suicide Silence. Bernardo nie uczestniczył też w pracy nad albumem Veritas z 2024. 

## Przekaz i odbiór
Choć członkowie grupy są chrześcijanami, a ich teksty nawiązują do wiary, muzycy unikają etykietki zespołu chrześcijańskiego.

## Muzycy
Obecni członkowie
- Traa Daniels (1994–obecnie), gitara basowa
- Sonny Sandoval (1992–obecnie), śpiew
- Marcos Curiel (1992–2003, 2006–obecnie), gitara

Byli członkowie
- Gabe Portillo (1992–1993), gitara basowa
- Jason Truby (2003–2006), gitara
- Noah Bernardo (1992–2021), perkusja

Muzycy sesyjni
- Tim Pacheco (2005–2006), perkusja, keyboard, chórki
- ODZ (2005–2006), gitara
- DJ Circa (1999), DJ
- Mike$ki Degracia (1996), DJ, sample

Muzycy koncertowi
- Jonny Beats (2018–2022), perkusja
- Alex Lopez (2022–obecnie), perkusja

## Dyskografia
Albumy studyjne
| 1994                           | Snuff the Punk - Data: 25 stycznia 1994 - Wydawca: Rescue Records                             | –  | –   | –  | –  | –  | –  | –  | –  | –  | –  | – | –  | –  | –  | –  |                                                  |
| 1996                           | Brown - Data: 8 października 1996 - Wydawca: Rescue Records                                   | –  | –   | –  | –  | –  | –  | –  | –  | –  | –  | – | –  | –  | –  | –  |                                                  |
| 1999                           | The Fundamental Elements of Southtown - Data: 24 sierpnia 1999 - Wydawca: Atlantic Records    | 51 | –   | –  | –  | –  | –  | –  | –  | –  | –  | – | –  | –  | 32 | –  | - USA: platynowa płyta                           |
| 2001                           | Satellite - Data: 11 września 2001 - Wydawca: Atlantic Records                                | 6  | 50  | 5  | 19 | 11 | 10 | 18 | 10 | 16 | 27 | 7 | 5  | 8  | 4  | –  | - USA: 3x platynowa płyta - CAN: platynowa płyta |
| 2003                           | Payable on Death - Data: 4 listopada 2003 - Wydawca: Atlantic Records                         | 9  | 109 | 47 | 47 | 31 | –  | –  | –  | –  | –  | – | 30 | 45 | 34 | 29 | - USA: złota płyta                               |
| 2006                           | Testify - Data: 24 stycznia 2006 - Wydawca: Atlantic Records                                  | 9  | –   | 57 | –  | 64 | –  | –  | –  | –  | –  | – | 54 | –  | 9  | –  |                                                  |
| 2008                           | When Angels & Serpents Dance - Data: 8 kwietnia 2008 - Wydawca: INO Records, Columbia Records | 9  | –   | –  | –  | –  | –  | –  | –  | –  | –  | – | –  | –  | –  | –  |                                                  |
| 2012                           | Murdered Love - Data: 10 lipca 2012 - Wydawca: Razor & Tie Records                            | 17 | –   | –  | –  | –  | –  | –  | –  | –  | –  | – | –  | –  | –  | –  |                                                  |
| 2015                           | The Awakening - Data: 21 sierpnia 2015 - Wydawca: Universal, T-Boy                            | 75 | –   | –  | –  | –  | –  | –  | –  | –  | –  | – | –  | –  | –  | –  |                                                  |
| 2018                           | Circles - Data: 16 listopada 2018 - Wydawca: Mascot Records                                   | –  | –   | –  | –  | –  | –  | –  | –  | –  | –  | – | –  | –  | –  | –  |                                                  |
| „–” pozycja nie była notowana. |                                                                                               |    |     |    |    |    |    |    |    |    |    |   |    |    |    |    |                                                  |

Minialbumy
| Rok  | Tytuł                                                                           | Pozycja na liście |
| Rok  | Tytuł                                                                           | USA Christ.       |
| ---- | ------------------------------------------------------------------------------- | ----------------- |
| 1998 | The Warriors EP - Data: 17 listopada 1998 - Wydawca: Tooth & Nail Records       | –                 |
| 2005 | The Warriors EP, Volume 2 - Data: 15 listopada 2005 - Wydawca: Atlantic Records | 21                |

Kompilacje
| Rok  | Tytuł                                                                                 | Pozycja na liście | Pozycja na liście |
| Rok  | Tytuł                                                                                 | USA               | NZL               |
| ---- | ------------------------------------------------------------------------------------- | ----------------- | ----------------- |
| 2006 | Greatest Hits: The Atlantic Years - Data: 21 listopada 2006 - Wydawca: Rescue Records | 152               | 5                 |
| 2014 | SoCal Sessions - Data: 17 listopada 2014 - Wydawca: Universal, T-Boy                  |                   |                   |

Albumy koncertowe
| Rok  | Tytuł                                                                   |
| ---- | ----------------------------------------------------------------------- |
| 1997 | Payable on Death Live - Data: 18 lutego 1997 - Wydawca: Rescure Records |
| 2009 | Rhapsody Originals - Data: 2 grudnia 2009 - Wydawca: Rhapsody Records   |

Single
| 2000                           | Southtown                     | –  | –   | –  | The Fundamental Elements of Southtown   |
| 2000                           | Rock The Party (Off The Hook) | –  | –   | –  | The Fundamental Elements of Southtown   |
| 2000                           | School Of Hard Knocks         | –  | –   | –  | Little Nicky (ścieżka dźwiękowa)        |
| 2001                           | Alive                         | 16 | 41  | 19 | Satellite                               |
| 2002                           | Youth of the Nation           | 5  | 28  | 36 | Satellite                               |
| 2002                           | Boom                          | 83 | 123 | –  | Satellite                               |
| 2002                           | Satellite                     | –  | –   | –  | Satellite                               |
| 2003                           | Sleeping Awake                | –  | –   | 42 | The Matrix Reloaded (ścieżka dźwiękowa) |
| 2003                           | Will You                      | –  | 117 | 68 | Payable on Death                        |
| 2004                           | Change The World              | –  | –   | –  | Payable on Death                        |
| 2005                           | Goodbye For Now               | 76 | 47  | –  | Testify                                 |
| 2006                           | Lights Out                    | –  | –   | –  | Testify                                 |
| 2006                           | Going In Blind                | –  | –   | –  | Greatest Hits: The Atlantic Years       |
| 2008                           | Addicted                      | –  | –   | –  | When Angels & Serpents Dance            |
| 2008                           | Shine With Me                 | –  | –   | –  | When Angels & Serpents Dance            |
| „–” pozycja nie była notowana. |                               |    |     |    |                                         |

Dema
| Rok  | Tytuł                                                |
| ---- | ---------------------------------------------------- |
| 1992 | P.O.D. - Data: 1992 - Wydawca: brak (wydanie własne) |

## Wideografia
| Rok  | Tytuł                                                                  | Pozycja na liście |
| Rok  | Tytuł                                                                  | USA Video         |
| ---- | ---------------------------------------------------------------------- | ----------------- |
| 2002 | Still Payin' Dues - Data: 5 listopada 2002 - Wydawca: Atlantic Records | 9                 |

## Teledyski
| Rok  | Tytuł                                           | Reżyseria        | Album                                 |
| ---- | ----------------------------------------------- | ---------------- | ------------------------------------- |
| 1996 | „Selah”                                         | Devin DeHaven    | Brown                                 |
| 1999 | „Southtown”                                     | Marcos Siega     | The Fundamental Elements of Southtown |
| 2000 | „Rock the Party (Off the Hook)”                 | Marcos Siega     | The Fundamental Elements of Southtown |
| 2000 | „School of Hard Knocks”                         | David Slade      | Little Nicky OST                      |
| 2001 | „Alive”                                         | Francis Lawrence | Satellite                             |
| 2002 | „Youth of the Nation”                           | Paul Fedor       | Satellite                             |
| 2002 | „Boom”                                          | Gavin Bowden     | Satellite                             |
| 2002 | „Satellite”                                     | Marcos Siega     | Satellite                             |
| 2003 | „Sleeping Awake”                                | Marc Webb        | The Matrix Reloaded OST               |
| 2003 | „Will You”                                      | Marc Webb        | Payable on Death                      |
| 2004 | „Change the World”                              | Marc Webb        | Payable on Death                      |
| 2006 | „Goodbye for Now”                               | Meiert Avis      | Testify                               |
| 2006 | „Lights Out”                                    | Estevan Oriol    | Testify                               |
| 2006 | „Going in Blind”                                | Ryan Smith       | Greatest Hits: The Atlantic Years     |
| 2008 | „When Angels & Serpents Dance” (Animated Video) | Bill Curran      | When Angels & Serpents Dance          |
| 2008 | „Addicted”                                      | Michael Maxxis   | When Angels & Serpents Dance          |
| 2012 | „Lost In Forever”                               | Spence Nicholson | Murdered Love                         |